# 1156
1156 (MCLVI) var ett skottår som började en lördag i den julianska kalendern.

## Händelser

### December
- 25 december – Den svenske kungen Sverker den äldre blir mördad på väg till julottan i Västra Tollstads kyrka[1] och strax därefter erkänns Erik Jedvardsson som kung över hela riket.

### Okänt datum
- Schwäbisch Hall omnämns för första gången i skriftliga källor.
- Österrike blir ett självständigt hertigdöme under huset Babenberg.

## Födda
- Magnus Erlingsson, kung av Norge 1161–1184.
- Mathilda av England, hertiginna av Bayern och Sachsen.

## Avlidna
- 20 januari – Biskop Henrik, sedermera Finlands skyddshelgon.
- 25 december – Sverker den äldre, kung av Östergötland sedan 1125 och av hela Sverige sedan 1130 (mördad på väg till julottan).
- Tairrdelbach Ua Conchobair, storkonung av Irland sedan 1121.
- Toba, japansk kejsare.